# کوب
کوب (نام علمی: Kobus kob) نام یک گونه از سرده کل‌های آفریقایی است.